# Губка Боб Квадратные Штаны
«Гу́бка Боб Квадра́тные Штаны́», также известный как «Спанч Боб Сквэр Пэнтс» (англ. SpongeBob SquarePants) — американский мультипликационный сериал, который транслируется на телеканале «Nickelodeon». Появился в эфире 1 мая 1999 года и стал одной из самых популярных анимационных программ телевидения, побив рекорд нескольких других мультсериалов. Это первый по продолжительности показа анимированный сериал телеканала «Nickelodeon», обогнавший «Ох уж эти детки!» (англ. Rugrats) — на данный момент он насчитывает 14 полных сезонов. В 2022 году мультсериал был продлен на четырнадцатый и пятнадцатый сезоны. Премьера четырнадцатого сезона основного мультсериала состоялась 2 ноября 2023 года. Пятнадцатый сезон вышел 24 июля 2024 года. 7 февраля 2025 года анонсировали шестнадцатый и семнадцатый сезоны. Премьера 16 сезона назначена на 2025 год, а премьера 17 сезона на 2026 год.
Действия анимационного сериала разворачиваются на дне Тихого океана (атолл Бикини, Маршалловы Острова, тут были проведены ядерные испытания, в том числе операция «Перекрёсток» и «Касл Браво»), в небольшом вымышленном городке под названием Бикини Боттом, где главными действующими лицами являются представители морской фауны. Связано это с тем, что создатель сериала Стивен Хилленберг начал создавать мультфильмы и рисунки на тему жизни обитателей морского дна, ещё когда преподавал морскую биологию в Институте океанологии округа Ориндж в Дейна-Пойнте, штат Калифорния, с 1984 по 1987 год. В 1987 году Хилленберг оставил институт, чтобы реализовать свою мечту — стать мультипликатором.
Первые три эпизода «Требуется помощник», «Подводный пылесос» и «Чаепитие под куполом», входящие в состав первой серии, были в тестовом режиме показаны после шоу «Nickelodeon Kids’ Choice Awards» 1 мая 1999 года. Официальная же премьера состоялась 17 июля и включала два эпизода второй серии: «Мыльные пузыри» и «Порванные штаны».
Настоящая популярность пришла к Губке Бобу после старта второго сезона и с тех пор оставалась на достаточно высоком уровне.
19 ноября 2004 года в США прошла премьера первого полнометражного фильма по мотивам мультсериала— «Губка Боб Квадратные Штаны». 6 февраля 2015 года вышел второй фильм — «Губка Боб в 3D». Третий фильм «Губка Боб в бегах» впервые вышел 14 августа 2020 года в Канаде, а после в ноябре 2020 года на Netflix и в марте 2021 года на Paramount+. 2 августа 2024 года на Netflix вышел полнометражный спин-офф «Спасти Бикини Боттом: Фильм Сэнди Чикс». 7 марта 2025 года на Netflix вышел полнометражный спин-офф «Шелдон Планктон: Фильм».

## Сюжет

### Место действия

Бикини Боттом — город, в котором всегда происходят действия мультсериала

Население Бикини Боттома почти полностью состоит из антропоморфных рыб, китов, крабов, губок, кальмаров, осьминогов, морских звёзд, омаров и многих других представителей морской фауны. Некоторые из животных антропоморфными не являются: медузы, морские коньки, улитки, ламантины, черви и устрицы относятся к менее развитым формам жизни. Улитки, например, в сериале ассоциируются с кошками, черви — с собаками. Первым земным животным, обосновавшимся в городе, является так называемый Чёрный Рыцарь — далёкий предок Сэнди.
Культурные объекты поселения соответствуют обычным человеческим: создатель мультфильма «Губка Боб Квадратные Штаны» Стивен Хилленберг в интервью прямо заявил, что Сквидвард — осьминог, а имя было выбрано из-за большего благозвучия. Сквидвард пытается играть на кларнете, хотя и не всегда удачно, ненавидит обоих соседей за то, что те своими дурными способами не дают ему нормальной, адекватной и экстравагантной жизни. Например, в городе есть кинотеатр «Риф» (англ. The Reef), который, правда, по итогам серии «Чем-то пахнет» оказывается разрушенным: его разъело «кислотное» дыхание Губки Боба и Патрика. Главная новостная газета города носит название «Бикини Таймс» (англ. Bikini Times), скорее всего, являясь пародией на «The New York Times». Другая газета называется «Bikini Bottom Inquirer» — пародия на «The National Enquirer». В Бикини Боттоме присутствуют некоторые музыкальные коллективы, например: «Boys Who Cry» (рус. Плачущие мальчики) — пародия на сингл «Boys Don’t Cry» группы «The Cure», а также группа «Stingray 5000», прообразом которой стали «Powerman 5000».
Окружающая Бикини Боттом география довольно богата: тут есть и обширные леса, и высокие горы, в окрестностях можно наблюдать всевозможные пещеры, реки, луга, рифы и безжизненные пустыни. По соседству располагаются города Каменная Бездна, Нью-Келп, Басс-Вегас и заповедник «Щупальца», а также лагуна Гламур (по версии компьютерной игры «Лучший работник месяца»).

### Персонажи
Мультсериал вращается вокруг главного героя Губка Боб Квадратные Штаны — энергичная и оптимистичная жёлтая морская губка, живущая в погруженном в воду ананасе. Губка Боб обладает детским энтузиазмом к жизни, который переносит на свою работу в качестве шеф-повара в ресторане быстрого питания «Красти Краб». Одна из главных целей его жизни — получить водительское удостоверение по вождению в школе управления катерами миссис Пафф, но ему это никогда не удается. Его интересы — ловля медуз, похожим на ловлю бабочек, и пускание мыльных пузырей различных форм. У него есть домашняя морская улитка по кличке Гэри, которая мяукает, как кошка.
Рядом с двумя домами от Губки Боба живёт его лучший друг Патрик Стар, глуповатая, но довольно дружелюбная розовая морская звезда, которая живёт под камнем. Несмотря на свои психические отклонения, Патрик считает себя умным. Сквидвард Тентаклс, сосед Губки Боба и его коллега по работе в ресторане «Красти Краб» — высокомерный, несдержанный осьминог, живущий в доме в виде Моаи. Он любит играть на кларнете и рисовать автопортреты, но ненавидит свою работу кассира. Ему также не нравится жить между Губкой Бобом и Патриком из-за их глупого характера. Владелец «Красти Краб» — жадный красный краб по имени Юджин Крабс, который разговаривает как моряк и управляет своим рестораном, одинокий родитель с дочерью-подростком, серым кашалотом по имени Перл, которой он хочет завещать своё богатство. Перл не хочет продолжать семейный бизнес и предпочитает проводить время, слушая музыку или работая в местном торговом центре. Подруга Губки Боба — Сэнди Чикс, белка, приехавшая из Техаса, которая носит наполненный воздухом скафандр, чтобы дышать под водой. Живёт на дереве с прозрачным стеклянным куполом, является экспертом в карате, а также учёной.
Через дорогу от «Красти Краба» находится ресторан «Помойное ведро». Им управляет одноглазый копепод по имени Планктон и его супруга Карен. Планктон постоянно пытается украсть секретную формулу крабсбургеров, надеясь вывести «Красти Краб» из бизнеса. Карен снабжает его коварными планами, чтобы заполучить формулу, но их усилия всегда терпят неудачу, и в их ресторане редко бывают клиенты. Когда Губка Боб не работает в «Красти Крабе», он часто берёт уроки вождения на катере у миссис Пафф, параноидального, но терпеливого иглобрюха. Губка Боб — самый прилежный ученик миссис Пафф, он знает все ответы на устных экзаменах, но когда он пытается управлять настоящим катером, он паникует и терпит крушение. Когда миссис Пафф терпит одно из крушений или пугается каким-либо другим образом, она превращается в шар.
Французский рассказчик часто повествует эпизоды, как если бы мультсериал стал документальным фильмом об океане. Его роль и характерная манера говорить являются отсылкой к Жаку Кусто.
На протяжении всего мультсериала появляются второстепенные персонажи: пожилые супергерои Морской Супермен и Очкарик, которых любят Губка Боб и Патрик; призрак Летучий Голландец; мускулистый спасатель Ларри Лобстер; и король Нептун.
Специальные эпизоды мультсериала ведут пират Пэтчи и его попугай Потти. Пэтчи изображен как президент фан-клуба Губки Боба, и его самое большое желание — встретиться с самим Губкой Бобом. Потти любит посмеяться над энтузиазмом Пэтчи и создает ему проблемы.

## Производство

### Разработка

#### Ранняя история

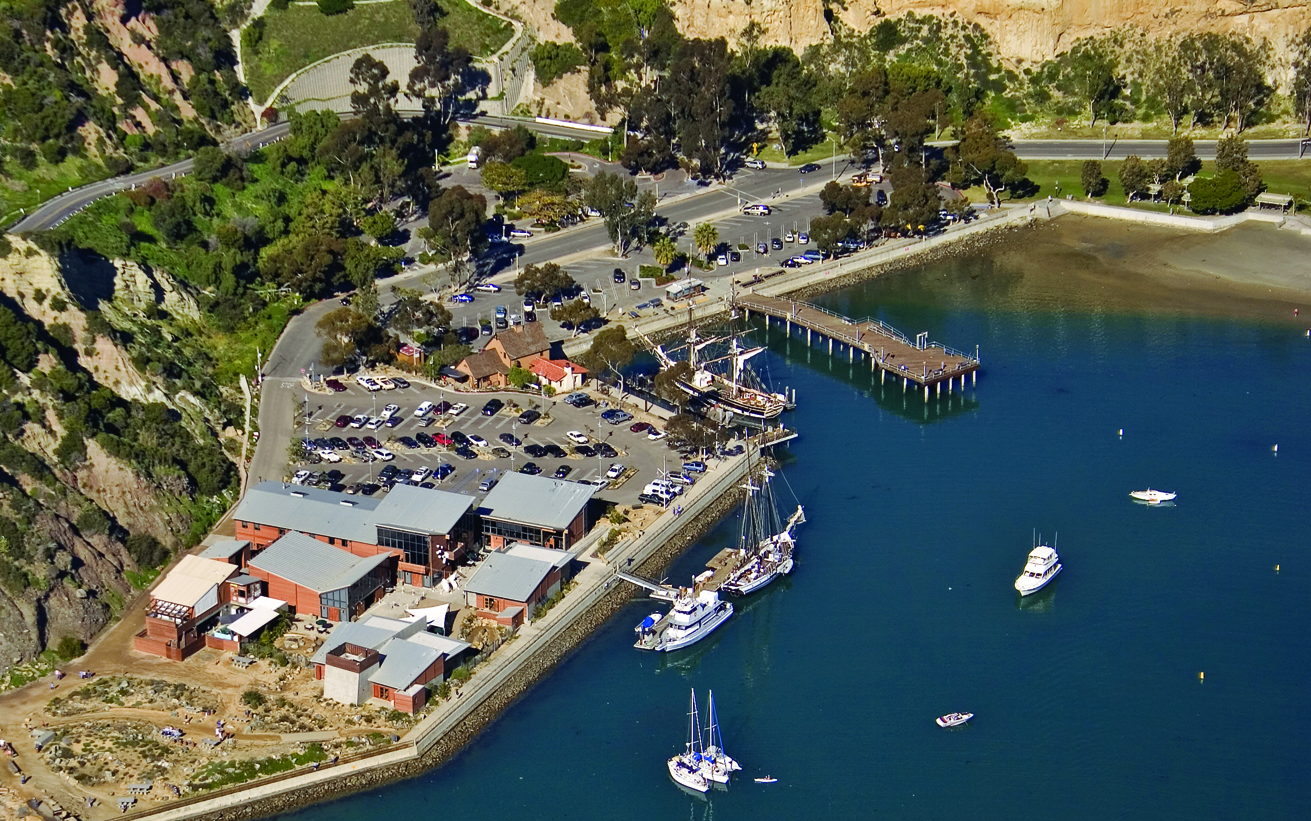
Институт океанологии в городе Дейна-Пойнт, где Хилленберг преподавал морскую биологию

Создателем мультсериала является Стивен Хилленберг, который с самого детства был увлечён океаном и рисованием. Окончив университет по специальности «морская наука» в 1984 году, он устроился на работу в Институт океанологии в городе Дейна-Пойнт (штат Калифорния), занимающийся просвещением общественности по вопросам морской науки и морской истории.
Пока Хилленберг преподавал в институте, его любовь к океану начала влиять на художественную деятельность — для посетителей института он создал комикс под названием «The Intertidal Zone», в котором фигурировали различные антропоморфные морские формы жизни, многие из которых эволюционировали в персонажей «Губки Боба». Стивен даже попытался профессионально опубликовать комикс, но ни одна из компаний, которым он его представлял, не проявила к нему интереса.

#### Концепция
Работая в Институте океанологии, Хилленберг размышлял о получении степени магистра в области искусства. Перед поступлением в колледж он посетил анимационный фестиваль, который вдохновил его на небольшое изменение в получении художественного образования. Вместо традиционной художественной программы, Хилленберг решил изучать «экспериментальную анимацию» в Калифорнийском институте искусств. Одну из его дипломных работ, короткометражный фильм «Wormholes», показывали на различных фестивалях в 1992 году, и на одном из них Стив познакомился с Джо Мюррэем, который на тот момент начинал работу над своим мультсериалом «Новая жизнь Рокко», Мюррэй в то время искал людей для работы над его мультсериалом. Мюррэй был очень впечатлён стилем фильма и предложил Хилленбергу работу в своём проекте. Сразу после этого, Хилленберг начал работать над мультсериалом в качестве режиссёра и сценариста, а спустя несколько лет работы над мультсериалом, в четвёртом сезоне, Хилленберг был повышен до продюсера и креативного режиссёра.
Мартин Олсон, один из сценаристов «Новой жизни Рокко», прочитал комикс «The Intertidal Zone» и предложил Хилленбергу создать мультсериал с подобной концепцией. В тот момент Стив даже не думал о создании своего собственного проекта. Тем не менее, он понимал, что если он когда-нибудь это воплотит в жизнь, то это будет лучшим методом. Хилленберг начал развивать некоторых персонажей из своего комикса, включая комического «диктора» губки Боба. Он хотел, чтобы его мультсериал выделялся из большинства популярных мультфильмов того времени, примером которых, по его мнению, были приятельские фильмы, такие как «Шоу Рена и Стимпи». В итоге Хилленберг решил сосредоточиться на одном герое — губке по имени Боб. Сам Боб напоминает настоящую морскую губку, и поначалу Стив продолжал использовать его конструкцию. Затем он решил сделать его в виде кухонной губки и понял, что задумка соответствует квадратной личности персонажа. Патрик, мистер Крабс, Перл и Сквидвард были следующими персонажами, которых Хилленберг создал для своего проекта.

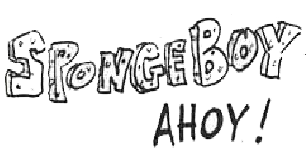
Логотип «SpongeBoy Ahoy!», изначального названия мультсериала

В ходе подбора актёра озвучивания Губки Боба Хилленберг обратился к Тому Кенни, чья анимационная карьера началась также в «Новой жизни Рокко». Изначально Хилленберг планировал использовать имя «SpongeBoy» (с англ. — «Спанч Бой, Мальчик-Губка»), у персонажа не было фамилии, а мультсериал должен был называться «SpongeBoy Ahoy!». Однако после завершения озвучки для пилотной серии юридический отдел Nickelodeon обнаружил, что название «SpongeBoy» уже используется в качестве бренда швабр. При выборе альтернативного имени Хилленберг решил, что нужно использовать слово «губка», чтобы зрители не приняли персонажа за «сырного человека». Он остановился на имени «Губка Боб», а фамилией решил сделать «Квадратные Штаны».

#### Съёмочная группа
Дерек Драймон, который занимал пост креативного режиссёра и главного продюсера в течение первых трёх сезонов, сказал, что Хилленберг хотел окружить себя «командой молодых и голодных людей». Многие из команды «Губки Боба» уже работали с Хилленбергом над «Новой жизнью Рокко»; среди них и сам Драймон, арт-директор Ник Дженнингс, главный анимационный режиссёр Алан Смарт, сценарист и актёр озвучивания Мистер Лоуренс и Тим Хилл, сценарист, помогавший в разработке мультсериала.
Изначально Драймону не предлагали роль в мультсериале — как «поздний новичок» в «Новой жизни Рокко», он не установил особых отношений с Хилленбергом до появления Губки Боба. Хилленберг первым делом разыскал Марка О’Хэра — партнёра Драймона по раскадровке, который в то время был занят созданием комикса «Городской пёс». Однако несмотря на то, что Марку не хватило времени участвовать с самого начала, чуть позже он всё-таки присоединился к «Губке Бобу» в качестве сценариста. Драймон вспоминал: «Я помню, как Хилленберг в нашем офисе сказал Марку, будет ли он заинтересован в работе с ним… Я был готов согласиться на это предложение, но Стив не стал спрашивать у меня и просто вышел из комнаты. Я был в полном отчаянии, поэтому я побежал за ним в холл и буквально умолял его о работе. Он не ухватился за эту возможность». Хилленберг немного подумал и решил назначить Драймона креативным режиссёром: они начали встречаться в доме Хилленберга несколько раз в неделю, чтобы разработать мультсериал.
Ник Дженнингс также, по словам Хилленберга, сыграл важную роль в появлении «Губки Боба». Кенни назвал его «одним из ранних графических наставников „Губки Боба“». По выходным Кенни присоединялся к Хилленбергу, Дженнингсу и Драймону на творческих сессиях, где они записывали идеи на магнитофон. Кенни делал аудио-тесты в роли Губки Боба во время этих сеансов, а Хилленберг озвучивал других персонажей.
Тим Хилл внёс свой вклад в сценарии для нескольких серий первого сезона (включая пилотную серию). По словам Хилла, в питч-библии он, Хилленберг и Драймон разработали и написали 13 концепций для серий. Позже Хиллу предложили роль главного сценариста, но отказался ввиду своего ухода в режиссуру. Вместо него на данную должность был утверждён Питер Бёрнс, который был родом из Чикаго и до прихода в команду никогда не встречался ни с одним из участников съёмочной группы «Губки Боба».

#### Питчинг

Концепт-арт главных героев «Губки Боба»

Во время питчинга мультсериала руководителям Nickelodeon Хилленберг надел гавайскую рубашку, принёс подводный террариум с моделями персонажей и включил гавайскую музыку. Эрик Коулмэн, ныне бывший исполнительный директор Nickelodeon, описал обстановку как «довольно удивительную». По итогам Хилленбергу, Драймону и Дженнингсу дали деньги и две недели на создание пилотной серии «Требуется помощник». Несмотря на то, что Драймон описал питчинг как «напряжённый», он сказал, что всё прошло «очень хорошо». При этом в ходе презентации Кевину Кэю и Элби Хехту даже пришлось выйти на улицу, потому что они «устали от смеха», что обеспокоило аниматоров. Сима Заргами, президент Nickelodeon с 2006 по 2018 год, сказала: «Немедленная реакция руководителей Nickelodeon состояла в том, чтобы увидеть его снова, потому что им это понравилось, и это не было похоже ни на что, что они когда-либо видели раньше». Также Заргами была одним из четырёх руководителей в комнате, когда «Губка Боб» был показан в первый раз.
Перед началом производства руководители Nickelodeon настаивали на том, что сериал не будет популярным, если Губка Боб не будет ребёнком, который ходит в школу и общается с учителем. Хилленберг вспоминал в 2012 году, что Nickelodeon сказал ему: «Наша формула победы — это анимация о детях в школе. Мы хотим, чтобы ты отправил Губку Боба в школу». Стивен считал, что это было бы похоже на «„Эй, Арнольд!“ под водой», и был готов «уйти» с Nickelodeon и отказаться от своего проекта, так как он хотел, чтобы Губка Боб был взрослым персонажем. В итоге, он пошёл на компромисс, добавив в состав главных героев миссис Пафф, учительницу по вождению катерами. Хилленберг был доволен компромиссом и сказал: «Положительным моментом для меня было то, что он принёс мне нового персонажа, миссис Пафф, которую я люблю».

### Руководители мультсериала

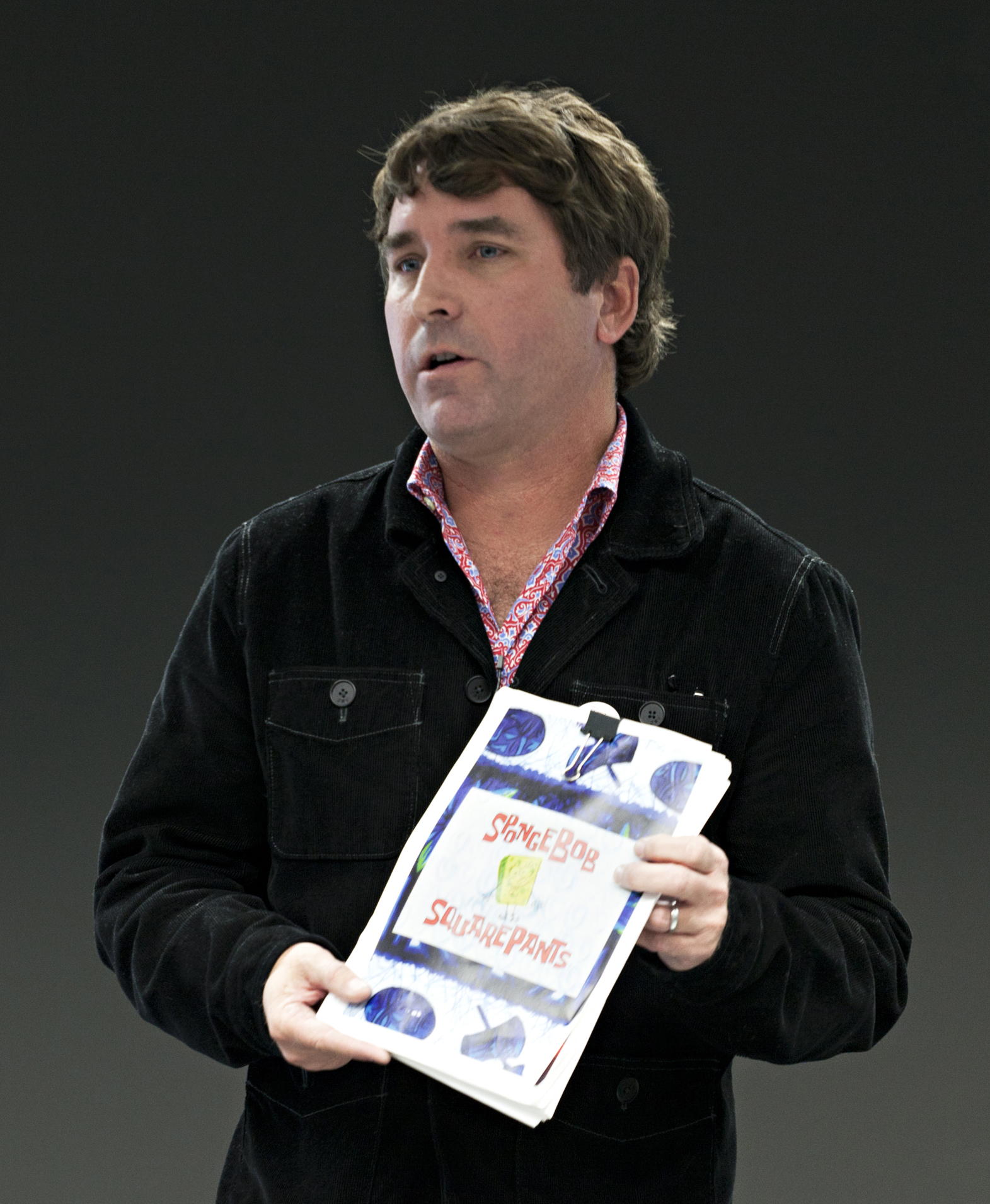
Стивен Хилленберг — создатель Губки Боба

До своей смерти в конце 2018 года на протяжении всей истории мультсериала Стивен Хилленберг был исполнительным продюсером, а также с 1999 года до 2004 года исполнял роль шоураннера. В 2002 была завершена работа над третьим сезоном и начата над полнометражным фильмом «Губка Боб Квадратные Штаны».
После завершения работы над фильмом Хилленберг намеревался сделать его финалом мультсериала, чтобы он «не прыгал через акулу». Однако желание Nickelodeon выпускать больше серий помешало изначальным планам. В итоге, Хилленберг подал в отставку с поста шоураннера мультсериала, и утвердил на эту должность Пола Тиббита, который выполнял роль сценариста, режиссёра и художника раскадровки. Стивен считал Тиббита одним из своих любимых членов съёмочной группы мультсериала и «полностью доверял ему». Несмотря на то, что во время пребывания Пола на посту шоураннера Хилленберг «был не в студии», он начал выполнять консультативную роль и просматривал каждую серию, давая предложения.
13 декабря 2014 года было объявлено, что Хилленберг в полной мере возвращается к работе над своим мультсериалом. Однако 26 ноября 2018 года в возрасте 57 лет Хилленберг умер от осложнений бокового амиотрофического склероза, который был диагностирован в марте 2017 года. Nickelodeon и Винсент Уоллер подтвердили, что мультсериал будет продолжаться после его смерти. В феврале 2019 года Брайан Роббинс, новый президент Nickelodeon, поклялся, что «они будет производить мультсериал до тех пор, пока существует канал».
После выхода фильма «Губка Боб в 3D» и с девятого сезона должность шоураннеров мультсериала занимают Винсент Уоллер, выполнявший роль креативного режиссёра, и Марк Чеккарелли, выполнявший роль сценариста-раскадровщика.

### Сценарная работа
По словам Люка Брукшира, сценариста и художника раскадровки, «Губка Боб написан по-другому, в отличие от других телешоу». В отличие от большинства своих современников, «Губка Боб Квадратные Штаны» не использует письменные сценарии. Вместо этого сюжеты разрабатываются командой из пяти сценаристов по раскадровке и предпосылке. Затем двухстраничный набросок даётся команде режиссёров по раскадровке, которые создают полный черновик раскадровки. Большинство диалогов и шуток делаются именно на этом этапе. Брукшир сравнил этот процесс с тем, как делались мультфильмы «в первые дни анимации».
Решение отказаться от сценариев было принято Хилленбергом в самом начале разработки мультсериала. «Новая жизнь Рокко» также использовала раскадровку, и Хилленберг твёрдо решил использовать это для «Губки Боба», даже несмотря на то, что Nickelodeon начал проявлять большее предпочтение сценарным мультсериалам. Мерриуизер Уильямс, главная сценаристка с первого по третий сезон, говорила, что она и мистер Лоуренс писали черновик для серии со второй половины дня и заканчивали в 4 часа вечера.
Сценаристы часто использовали свой личный опыт в качестве вдохновения для сюжетных линий серий мультсериала. Например, серия «Матросское словцо», где Губка Боб и Патрик учатся ненормативной лексике, была вдохновлена опытом Дерека Драймона в детстве, когда он попал в неприятности из-за того, что произнёс слово на букву «F» в присутствии матери.
Почти каждый эпизод разделён на две 11-минутные серии. Хилленберг объяснял это тем, что «никогда не хотел сознательно пытаться написать получасовую серию».
Тем не менее, с 2015 года с 21 серии 9 сезона «Затерянный в Бикини Боттом» мультсериал начал придерживаться сценариев.

### Анимация

Анимационный фрагмент из серии «Ракета Сэнди», выполненный традиционным способом на плёнках

Примерно 50 человек работают сообща в анимации серии «Губки Боба». Раскадровка и малая часть анимации делаются на студии «Nickelodeon Animation Studio» в Бербанке, штат Калифорния. Большая часть анимации — за границей, в студии «Rough Draft Studios» в Южной Корее. Команда корейских аниматоров использует раскадровки в качестве шаблонов, а после анимирует каждую сцену вручную, рисует фоны и делает покраску на компьютерах. После завершения работ в Корее калифорнийская команда монтирует серию и добавляет музыку.
В течение первого сезона мультсериал использовал традиционную рисованную анимацию, а уже в втором сезоне был сделан переход к цифровой рисованной анимации. Пол Тиббит в 2009 году сказал: «Первый сезон „Губки Боба“ был сделан старомодным способом, и каждая часть на плёнке должна была быть частично окрашена, оставлена сушиться, окрашена в какие-то другие цвета. Сейчас это всё ещё трудоёмкий аспект процесса, но в цифровом способе не так много времени, чтобы что-то исправить».
В 2008 году съёмочная группа при анимации начала использовать графические планшеты. Спецвыпуск пятого сезона «Спанч Боб: Деспот Запада» был первой серией мультсериала, где команда применила этот метод. Кенни Питтенгер, фоновый дизайнер мультсериала, сказал: «Единственная реальная разница между тем, как мы рисуем сейчас, и тем, как мы рисовали тогда, заключается в том, что мы отказались от карандаша и бумаги в ходе пятого сезона». Переход на планшеты позволил дизайнерам и аниматорам рисовать на экранах компьютеров и немедленно вносить изменения или исправлять ошибки.

Фрагмент из спецвыпуска «Жуткая легенда Бикини Боттом», выполненный в кукольной анимации студией «Screen Novelties»

Также с 2004 года съёмочная группа «Губки Боба» начала сотрудничать с лос-анджелесской анимационной студией «Screen Novelties», которая специализируется на кукольной анимации. Студия сделала небольшую сцену с пластилиновой анимацией для кульминации первого фильма. Команда Губки Боба вновь обратилась к студии в 2009 году, чтобы создать уникальную заставку для спецвыпуска «Губка Боб, застрявший в холодильнике», который был посвящён десятилетию мультсериала. В 2011 году был выпущен спецвыпуск «Морозные гонки», где фигурировал Отвратительный снежный моллюск, сделанный и анимированный компанией. Позже новостной сайт «Animation World Network» сообщил, что «в творческой команде Губки Боба всегда были разговоры о том, чтобы сделать более связанный проект со студией „Screen Novelties“». В итоге в этом же 2011 году группе было предложено создать спецвыпуск, полностью состоящий из кукольной анимации. Этот проект стал позже объявлен как «Губка Боб празднует Рождество». Для создания серии были применены нестандартные материалы, такие как пищевая сода, блёстки, древесная стружка и хлопья. Члены съёмочной группы «Screen Novelties» за свою работу над рождественским спецвыпуском выиграли премию «Энни», а также были номинированы на награды «Motion Picture Sound Editors» и Международного фестиваля анимационных фильмов в Анси. Позже «Screen Novelties» сделала кукольного дельфина Пузыря для фильма «Губка Боб в 3D». В 2017 году был выпущен второй спецвыпуск в кукольной анимации — «Жуткая легенда Бикини Боттом», посвящённый Хэллоуину.

### Музыка

Картина с пиратом из заставки мультсериала (губы накладываются при монтаже), нарисованная художником Кэлвином Ляном

Текст песни в заставке мультсериала написали Стивен Хилленберг и Дерек Драймон, а музыку — Марк Харрисон и Блейз Смит. В начале заставки показана старая масляная картина с изображением пирата. По словам Тома Кенни, Хилленберг нашёл её в комиссионном магазине «много лет назад». Патрик Пинни озвучил пирата, поющего песню в заставке, а губы Хилленберга были наложены на картину и двигались вместе с текстом. Кенни даже пошутил, что это «примерно то, что большинство поклонников Губки Боба получат от Стива Хилленберга», из-за его «частной натуры».
Стив Белфер, один из друзей Хилленберга с Калифорнийского института искусств, написал и исполнил музыку для титров, которая включала в себя мелодию, сыгранную на укулеле — по просьбе Хилленберга. Драймон сказал: «Это было так давно, что трудно быть в чём-то уверенным, но я помню, что у Хилленберга ещё до пилотной серии была при себе музыка Белфера».
Главным композитором мультсериала является Николас Карр. После совместной работы с Хилленбергом над «Новой жизнью Рокко» он изо всех сил пытался найти новую работу в своей области; он задумывался о смене профессии ещё до того, как Стив предложил ему эту работу. Музыка первого сезона обычно состояла из треков с «APM Music», которая, по словам Карра, включает в себя «много великолепной старой банальной гавайской музыки и большие драматические оркестровые треки». Карр описал выбор на «Губку Боба» как «более чрезмерный», чем на «Новой жизни Рокко».
Хилленберг также считал важным для мультсериала создать свою собственную музыкальную библиотеку, состоящую из треков, которые можно было бы повторно использовать и редактировать в течение многих лет. Он хотел, чтобы эти треки были созданы малоизвестными музыкантами, для чего была собрана группа из двенадцати человек. Они сформировали «Оркестр губчатых водолазов», в который вошли Карр и Белфер. Группа продолжала создавать большую часть музыки для более поздних сезонов, но, тем не менее, Карр всё ещё берёт музыку из «APM Music», а также из другой библиотеки, которую он сам основал — «Animation Music Inc».

## Эпизоды
| Сезон | Серии | Серии | Даты показа     | Даты показа     |
| Сезон | Серии | Серии | Первая серия    | Последняя серия |
| ----- | ----- | ----- | --------------- | --------------- |
| 1     | 20    | 20    | 1 мая 1999      | 8 апреля 2000   |
| 2     | 20    | 20    | 20 октября 2000 | 6 сентября 2002 |
| 3     | 20    | 20    | 5 октября 2001  | 11 октября 2004 |
| 4     | 20    | 20    | 6 мая 2005      | 24 июля 2007    |
| 5     | 20    | 20    | 19 февраля 2007 | 19 июля 2009    |
| 6     | 26    | 26    | 3 марта 2008    | 5 июля 2010     |
| 7     | 26    | 26    | 19 июля 2009    | 11 июня 2011    |
| 8     | 26    | 26    | 26 марта 2011   | 6 декабря 2012  |
| 9     | 26    | 26    | 21 июля 2012    | 20 февраля 2017 |
| 10    | 11    | 11    | 15 октября 2016 | 2 декабря 2017  |
| 11    | 26    | 26    | 24 июня 2017    | 25 ноября 2018  |
| 12    | 26    | 26    | 11 ноября 2018  | 29 апреля 2022  |
| 13    | 26    | 26    | 22 октября 2020 | 1 ноября 2023   |
| 14    | 13    | 13    | 2 ноября 2023   | 2 декабря 2024  |
| 15    | 13    | 13    | 24 июля 2024    | 20 июня 2025    |

## Зрительское восприятие

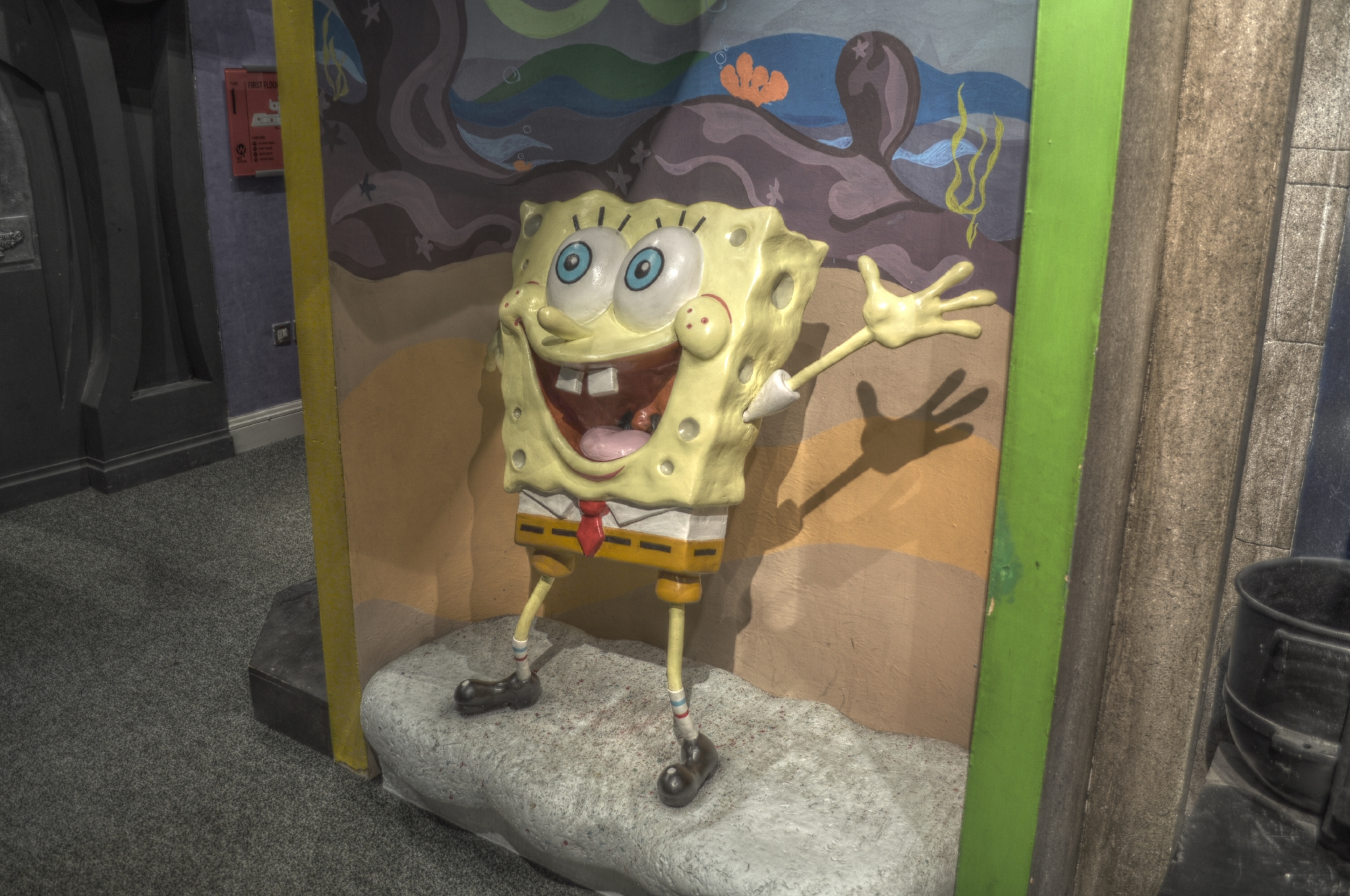
Восковая скульптура Губки Боба в Нью-Йоркском музее

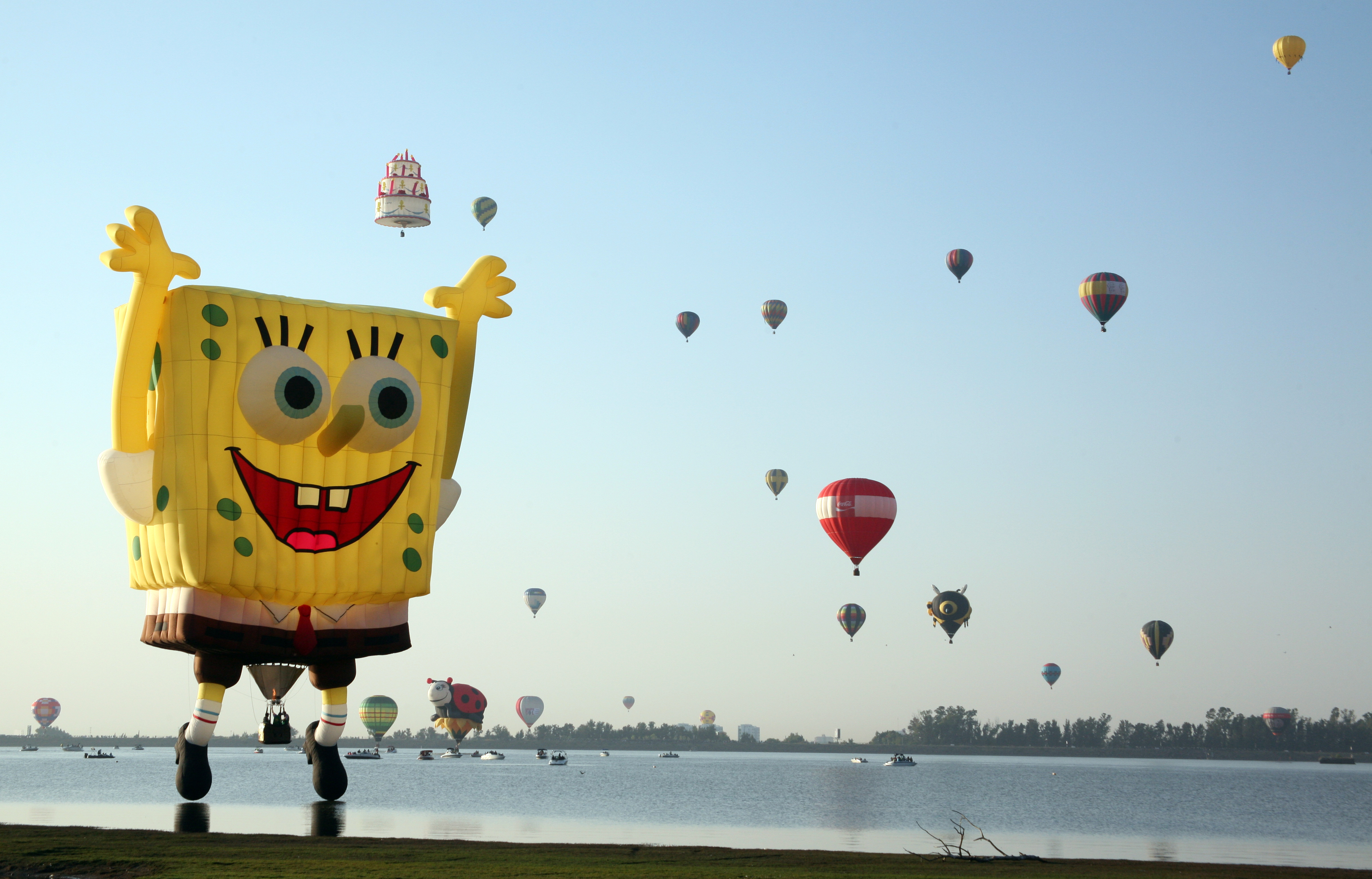
Воздушный шар в виде Губки Боба на фестивале воздушных шаров в Мексике, 2010 год

«Губка Боб Квадратные Штаны» стал первым малобюджетным мультсериалом канала «Nickelodeon», которому удалось добиться настолько высокой популярности. Малобюджетные мультфильмы обычно не могут сравниться по востребованности с высокобюджетными проектами, однако уже во время трансляции первого сезона у сериала появилось много зрителей, а по прошествии нескольких лет рейтинги настолько выросли, что позади осталась гораздо более дорогостоящая франшиза «Ох уж эти детки!». «Губка Боб» продолжает традиции и использует некоторые элементы из других телевизионных шоу канала: «Шоу Рена и Стимпи», «Новая жизнь Рокко», «КаБлам!», «Боевая команда, вперёд!» и «Крутые Бобры». Впоследствии вышло несколько похожих сериалов, например: «Захватчик Зим» и «Волшебные покровители». Настоящий «взрыв популярности» Губки Боба произошёл в 2000 году во время показа второго сезона. 17 июля 2009 года в Нью-Йоркском музее восковых фигур мадам Тюссо появилась фигурка главного героя сериала. Губка Боб стал первым в истории персонажем мультфильма, выставленным в музее мадам Тюссо.
В честь десятилетия персонажа компания «Ruby Pavillon» выпустила 200 мотоциклетных шлемов с изображением Губки Боба.

## Прочее

### Спин-оффы

#### Лагерь «Коралл»: Детство Губки Боба
14 февраля 2019 года было сообщено о планах создать спин-офф по Губке Бобу. 4 июня 2019 года было объявлено, что его спин-офф будет называться «Kamp Koral», и Nickelodeon заказал 13 эпизодов данного проекта. Мультсериал будет рассказывать о летних приключениях молодых Губки Боба и его друзей в лагере «Коралл». Он также послужит связью с фильмом «Губка Боб в бегах».
Исполнительными продюсерами спин-оффа будут Винсент Уоллер и Марк Чеккарелли, а сам спин-офф будет полностью состоять из компьютерной анимации, а не из цифровой рисованной, как в обычном мультсериале.
19 февраля 2020 года было объявлено официальное название мультсериала «Kamp Koral: SpongeBob’s Under Years», а также то, что его премьера состоится в июле 2020 года.
30 июля 2020 года было объявлено о том, что американская премьера спин-оффа перенесена на начало 2021 года на стриминговом видеосервисе «CBS All Access».

#### Шоу Патрика Стара
10 августа 2020 года было сообщено, что в разработке находится второй спин-офф под названием «The Patrick Star Show», посвящённый Патрику и включающий его собственное ток-шоу, с заказом на 13 эпизодов. Мультсериал имеет схожий стиль с «Шоу Ларри Сандерса» и «Пиф-паф комедией».
4 марта 2021 года было объявлено, что дата выхода данного спин-оффа запланирована на лето 2021 года. Премьера мультсериала состоялась 9 июля 2021 года.

### Полнометражные фильмы

#### «Губка Боб Квадратные Штаны»

##### Сюжет фильма
Придумав хитроумный план для получения формулы крабсбургера, Планктон крадёт корону Нептуна и сваливает всю вину на мистера Крабса. Губка Боб и Патрик отправляются с важным заданием в Шелл-Сити, чтобы вернуть корону и спасти жизнь мистеру Крабсу.
Путешествие закинет друзей в самые тёмные уголки океанского дна, такие как Пиратская шхуна Тага, куда не отважилась пойти ни одна рыба, а также ужасную, наполненную монстрами Впадину.
Тем временем в Бикини Боттоме Планктон воплощает свой зловещий «План Z», который рассчитан на то, чтобы похитить секретный рецепт крабсбургера.

#### «Губка Боб в 3D»
Несмотря на изначальные разногласия и проблемы с дальнейшим прокатом, осенью 2013 года начались съёмки приквела — «Губка Боб в 3D». В съёмках этого фильма принимал участие Антонио Бандерас. Были перекрыты многие улицы для проведения съёмок, но съёмочная группа уложилась в пару недель. Бюджет фильма составил 74 млн $, а кассовые сборы — свыше 323 млн $. В этом фильме также появились новые персонажи: Бургеробород, говорящие чайки и дельфин Пузырь.

##### Сюжет фильма
Злобный пират по имени Бургеробород осуществляет свой коварный план по перехвату секретного рецепта крабсбургера. Впоследствии в Бикини Боттоме происходит настоящий апокалипсис. Главным героям предстоит найти секретный рецепт и вернуть всё на круги своя. Но для этого им придётся объединиться в одну бригаду и выбраться на сушу.

#### «Губка Боб в бегах»

##### Сюжет фильма
Губка Боб и Патрик отправляются в спасательную миссию, чтобы спасти Гэри, который был похищен Посейдоном и доставлен в затерянный город Атлантик-Сити. Фильм также покажет знакомство в лагере Губки Боба и Патрика Стара.

## Премьеры в мире
| Список премьер мультсериала в мире | Список премьер мультсериала в мире | Список премьер мультсериала в мире |
| Страна                             | Канал | Премьера |
| ---------------------------------- | --- | --- |
| США                                | Nickelodeon | 1 мая 1999 |
| Канада                             | Nickelodeon YTV | 18 сентября 1999 (Nickelodeon) 2000 (YTV) |
| Венесуэла                          | Nickelodeon Latin America Venevision (Венесуэла) Canal 13 (Чили) Canal 5 (Мексика) Caracol Televisión (Колумбия) Teleamazonas (Эквадор) Antena 7 (Доминиканская республика) Teletica (Коста Рика) América Televisión (Перу) Telefe (Аргентина) Teledoce (Уругвай) Telefuturo (Парагвай) | 7 ноября 1999 |
| Уругвай                            | Nickelodeon Latin America Venevision (Венесуэла) Canal 13 (Чили) Canal 5 (Мексика) Caracol Televisión (Колумбия) Teleamazonas (Эквадор) Antena 7 (Доминиканская республика) Teletica (Коста Рика) América Televisión (Перу) Telefe (Аргентина) Teledoce (Уругвай) Telefuturo (Парагвай) | 7 ноября 1999 |
| Колумбия                           | Nickelodeon Latin America Venevision (Венесуэла) Canal 13 (Чили) Canal 5 (Мексика) Caracol Televisión (Колумбия) Teleamazonas (Эквадор) Antena 7 (Доминиканская республика) Teletica (Коста Рика) América Televisión (Перу) Telefe (Аргентина) Teledoce (Уругвай) Telefuturo (Парагвай) | 7 ноября 1999 |
| Аргентина                          | Nickelodeon Latin America Venevision (Венесуэла) Canal 13 (Чили) Canal 5 (Мексика) Caracol Televisión (Колумбия) Teleamazonas (Эквадор) Antena 7 (Доминиканская республика) Teletica (Коста Рика) América Televisión (Перу) Telefe (Аргентина) Teledoce (Уругвай) Telefuturo (Парагвай) | 7 ноября 1999 |
| Перу                               | Nickelodeon Latin America Venevision (Венесуэла) Canal 13 (Чили) Canal 5 (Мексика) Caracol Televisión (Колумбия) Teleamazonas (Эквадор) Antena 7 (Доминиканская республика) Teletica (Коста Рика) América Televisión (Перу) Telefe (Аргентина) Teledoce (Уругвай) Telefuturo (Парагвай) | 7 ноября 1999 |
| Мексика                            | Nickelodeon Latin America Venevision (Венесуэла) Canal 13 (Чили) Canal 5 (Мексика) Caracol Televisión (Колумбия) Teleamazonas (Эквадор) Antena 7 (Доминиканская республика) Teletica (Коста Рика) América Televisión (Перу) Telefe (Аргентина) Teledoce (Уругвай) Telefuturo (Парагвай) | 7 ноября 1999 |
| Чили                               | Nickelodeon Latin America Venevision (Венесуэла) Canal 13 (Чили) Canal 5 (Мексика) Caracol Televisión (Колумбия) Teleamazonas (Эквадор) Antena 7 (Доминиканская республика) Teletica (Коста Рика) América Televisión (Перу) Telefe (Аргентина) Teledoce (Уругвай) Telefuturo (Парагвай) | 7 ноября 1999 |
| Коста-Рика                         | Nickelodeon Latin America Venevision (Венесуэла) Canal 13 (Чили) Canal 5 (Мексика) Caracol Televisión (Колумбия) Teleamazonas (Эквадор) Antena 7 (Доминиканская республика) Teletica (Коста Рика) América Televisión (Перу) Telefe (Аргентина) Teledoce (Уругвай) Telefuturo (Парагвай) | 7 ноября 1999 |
| Эквадор                            | Nickelodeon Latin America Venevision (Венесуэла) Canal 13 (Чили) Canal 5 (Мексика) Caracol Televisión (Колумбия) Teleamazonas (Эквадор) Antena 7 (Доминиканская республика) Teletica (Коста Рика) América Televisión (Перу) Telefe (Аргентина) Teledoce (Уругвай) Telefuturo (Парагвай) | 7 ноября 1999 |
| Парагвай                           | Nickelodeon Latin America Venevision (Венесуэла) Canal 13 (Чили) Canal 5 (Мексика) Caracol Televisión (Колумбия) Teleamazonas (Эквадор) Antena 7 (Доминиканская республика) Teletica (Коста Рика) América Televisión (Перу) Telefe (Аргентина) Teledoce (Уругвай) Telefuturo (Парагвай) | 7 ноября 1999 |
| Куба                               | Tele Rebelde Multivisión | |
| Россия                             | Nickelodeon ТНТ MTV Россия Ю 2x2 Nicktoons Карусель | 1 января 2000 (Nickelodeon) 1 сентября 2003 (ТНТ) 5 октября 2009 (MTV Россия) 28 сентября 2013 (Ю) 13 марта 2014 (2x2) 12 декабря 2018 (Nicktoons) 20 мая 2019 (Карусель)                         |
| Великобритания                     | Channel 5 Nickelodeon | 3 января 2000 |
| Ирландия                           | TG4 Channel 5 Nickelodeon | 3 января 2000 4 марта 2002 (TG4) |
| Япония                             | Nickelodeon NHK BS2 MTV Animax TV Tokyo | 8 января 2000 (Nickelodeon) 26 декабря 2005 (NHK BS2) 5 октября 2009 (MTV) сентябрь 2010 (Animax)                                                                                                 |
| Бразилия                           | Nickelodeon Rede Globo Sistema Brasileiro de Televisão TV Diário Rede Brasil TV Evangelizar Loading | 7 февраля 2000 (Nickelodeon) 2002 (Rede Globo) 3 апреля 2015 (Sistema Brasileiro de Televisão) 2020 (TV Diário) 2 июля 2022 (Rede Brasil) 18 апреля 2023 (TV Evangelizar)                         |
| Испания                            | Antena 3 Clan TVE Cuatro MTV Nickelodeon | 26 февраля 2000 (Antena 3) 2009 (Clan TVE) 2011 (Cuatro) |
| Австралия                          | Nickelodeon Seven Network | 6 марта 2000 |
| Дания                              | DR1 DR Ramasjang DR Ultra Nickelodeon Nicktoons | 6 марта 2000 |
| Норвегия                           | Comedy Central MTV Nickelodeon NRK Super | 6 марта 2000 |
| Швеция                             | Comedy Central MTV Nickelodeon Nicktoons Paramount Network TV4 | 6 марта 2000 |
| Венгрия                            | Comedy Central Comedy Central Extra Cool TV Nickelodeon RTL Klub VIVA TV2 | 20 марта 2000 |
| Таиланд                            | Channel 7 Channel 11 Gang Cartoon JKN Cartoon Nickelodeon True Spark TOONEE | 2000 |
| Нидерланды                         | NPO3 Kindernet Nickelodeon Omrop Fryslân | 31 января 2001 (NPO3) 29 апреля 2002 (Kindernet) 14 июля 2003 (Nickelodeon) 16 июня 2017 (Omrop Fryslân)                                                                                          |
| Португалия                         | SIC Nickelodeon TVI MTV TV Globo Internacional | 4 апреля 2001 (SIC) 1 июня 2005 (Nickelodeon) сентябрь 2010 (TVI) |
| Малайзия                           | Nickelodeon TV3 TV9 | 7 апреля 2001 (Nickelodeon) 2003 (TV3) |
| Вьетнам                            | VTV1 YouTV Netflix FPT Play | 7 апреля 2001 (VTV1) 15 сентября 2016 (YouTV) 2020 (Netflix) |
| Украина                            | Новий канал ICTV QTV СТБ Плюс Плюс ТЕТ Nickelodeon Metro | 4 июля 2001 (Новий канал) 22 февраля 2005 (ICTV) 30 августа 2010 (QTV) 18 сентября 2010 (СТБ) 1 февраля 2018 (Плюс Плюс) 24 февраля 2018 (ТЕТ) 1 апреля 2022 (Nickelodeon) 30 апреля 2020 (Metro) |
| Республика Корея                   | EBS JEI TV Nickelodeon Tooniverse | 4 июля 2001 |
| Франция                            | Télétoon+ Canal J TF1 Nickelodeon France 3 Gulli Comedy Central | 2 сентября 2001 (Télétoon+) 2002 (Canal J, TF1) 2005 (Nickelodeon) 2015 (France 3) 2021 (Gulli, Comedy Central)                                                                                   |
| Литва                              | TV3 ARB LNK Nickelodeon MTV | 15 сентября 2001 (TV3) 13 февраля 2012 (LNK) 16 октября 2017 (Nickelodeon) |
| Кипр                               | Alfa TV | декабрь 2001 |
| Индия                              | Zee TV Nickelodeon Chutti TV Nick HD+ Kushi TV Gujarati Colors ETV Bal Bharat | 2001 (Zee TV) 1 июня 2003 (Nickelodeon) 2007 (Chutti TV) 5 декабря 2015 (Nick HD+) ноябрь 2016 (Kushi TV) 2 марта 2020 (Gujarati Colors) 3 апреля 2023 (ETV Bal Bharat)                           |
| Латвия                             | TV3 3+ Nickelodeon | 22 апреля 2002 (TV3) 2012 (3+) 16 октября 2017 (Nickelodeon) |
| Эстония                            | TV3 Nickelodeon | 8 июня 2002 (TV3) 16 октября 2017 (Nickelodeon) |
| Сербия                             | B92 Nickelodeon Comedy Central Extra | 28 июня 2002 (B92) 19 октября 2017 (Nickelodeon) |
| Китайская Республика               | Nickelodeon Taiwan | 12 сентября 2000 |
| Лига арабских государств           | Nickelodeon Middle East | 2008 год |
| Гонконг                            | Nickelodeon Asia | 2000 год |
| Пакистан                           | Nickelodeon Pakistan | 2006 год |
| Филиппины                          | ABS-CBN Yey! 5 | 11 августа 2008 |
| Северная Македония                 | МРТ 1 | 2000 год |
| Индонезия                          | Nickelodeon Indonesia | 8 февраля 2004 |
| Греция                             | Nickelodeon Greece | 1 декабрь 2001 |
| Румыния                            | Nickelodeon Romania Pro TV Nicktoons Romania | 20 марта 2002 |
| Иран                               | MBC Persia | 2019 год |
| Болгария                           | Diema Family Super7 TV7 Nickelodeon Bulgaria | 3 сентября 2007 |
| Чехия                              | Nova Nickelodeon Czechia | 21 июня 2009 |
| Словения                           | Nickelodeon Slovenia TV3 OTO | 28 апреля 2013 |
| Бельгия                            | 2003 год | |
| Израиль                            | Nickelodeon Israel | 1 июля 2003 |
| Албания                            | Çufo | 13 июня 2016 |
| Казахстан                          | НТК Nickelodeon Kazakh 31 канал | 22 июля 2010 (НТК) 4 апреля 2022 (Nickelodeon) 9 июня 2025 (31 канал) |
| Армения                            | TV5 Армения 2 | 25 февраля 2010 (TV5) январь 2012 (H2) |
| Тибет                              | Tibeta | 2018 год |